# Dvorec
Dvorec (curia, kurie, někdy i jako dvůr, resp. interpretačně závazné složeniny panský dvorec nebo velmožský dvorec) je typ sídla spojovaný se společenskými elitami, který se v historii objevuje v době halštatské a vyskytuje se až do vrcholného středověku. Dvorec se může vyskytovat jako volně stojící areál, i jako součást hradištního komplexu. 

## Raný středověk

### Velká Morava
V rámci raného středověku jsou doklady o dvorcích spojovány se snahami prokázat existenci raně středověkých elit (na Velké Moravě hlavně bojovnických družin). V širším kontextu se tedy při výzkumu charakteru dvorců hledá odpověď na otázky týkající se sociální struktury velkomoravské (ale i raně přemyslovské) společnosti.
Na velkomoravských hradištích (na jejich předhradích) jsou jako relativně samostatné dvorce některými badateli rozpoznávány palisádami nebo ploty oddělené sídelní okrsky. Pokusy je doložit zatím jsou známé z hradiště v Mikulčicích a na Pohansku. Jednoznačně prokázaným dvorcem je uzavřený areál na hradišti Pohansko, který byl prozkoumán a publikován Bořivojem Dostálem. Nověji tuto interpretaci dále rozšířil Jiří Macháček, který prokázal jeho příbuznost s karolinskými opevněnými komplexy podobného charakteru (hovoří se o tzv. imitatio imperii). Z tohoto se předpokládá jako jediný možný vlastník dvorce velkomoravský panovník. 
Vedle existence dvorců na velkomoravských hradištích se hypoteticky uvažuje i o existenci samostatně stojících dvorců mimo hradištní areály, které by prokázaly kvalitativně odlišné společenské postavení elitní vrstvy ve velkomoravské říši. V této souvislosti se nejčastěji uvádí velkomoravské pohřebiště v Morkůvkách u Klobouk, které je nejznámějším příkladem bohatých hrobů mimo hradištní komplexy, a zatím zdánlivě i bez sídlištních souvislostí.

### Raně přemyslovský stát
O existenci dvorců v raně středověkých Čechách se zmiňují písemné prameny z této doby nebo jen o něco mladší. Jedná se většinou o legendy o sv. Václavovi, Ludmile a Vojtěchovi. Takto jsou doloženy dvorce na hradištích ve Staré Boleslavi (Boleslavův dvůr a dokonce i dvorec jeho družiníka Hněvsy) a Tetíně. Na Pražském hradě stál i snad dvorec kněze Pavla. Podle souvislostí, ve kterých jsou dvorce zmiňovány, se předpokládá, že je vlastnily pouze nejvýznamnější osoby: panovníci, velmožové, resp. církevní hodnostáři. Všechny tyto dvorce stály v rámci větších sídelních komplexů.
O podobě dvorců v 10. století informují archeologické výzkumy. Uprostřed opevněného areálu (rozloha v průměru okolo 1 ha) se obvykle nacházelo větší prostranství (doloženo už i na Pohansku u Břeclavi), které pravděpodobně sloužilo jako shromaždiště. Vedle toho je doloženo více budov s obytnou i hospodářskou funkcí. Oproti starším stavbám je jedinou podstatnější změnou přítomnost kostela. 
Od 11. století vznikaly dvorce i mimo sídlištní komplexy hradišť a jejich funkce se pravděpodobně rozrůznila. Vedle hospodářského účelu se u Kosmy zmiňuje knížecí dvorec ve Zbečně, který tvořil základnu při loveckých výpravách knížete a jeho družiny. Další podobné dvory stály v Sadské (ale zde doložena i hospodářská funkce), Živohošti u Slap, Knínu a Kamýku. 

## 12. – 13. století
Ve 12. století se některé původně panovníkovy dvorce dostaly darem do majetku církevních institucí,  např. je toto známo o dvorci v Radonicích nad Ohří, který dostal strahovský klášter. Dvorce vlastnil i pražský (Kosmas se zmiňuje o jeho dvorci v Žerciněvsi, dnešních Žerčicích u Mladé Boleslavi) a olomoucký biskup. 

### Problematika dvorců v souvislosti se vznikem pozemkové šlechty
Existence dvorce jakožto sídla rané pozemkové šlechty je v českých zemích doložena od druhé poloviny 12. století. Tyto dvorce se mohly nacházet jak na území středověkého města (např. Jarošův dvorec na Starém Městě pražském), tak tvořily venkovská sídla šlechty. V této souvislosti se často nacházely v blízkosti venkovských kostelů (nejčastěji tribunových). V této souvislosti jsou dvorce chápány jako velmi důležitý indikátor emancipace šlechty, která se již nemusela pohybovat v bezprostřední blízkosti panovníka, aby si z jeho milosti udržela  nebo i posílila své společenské postavení (skrze udělená beneficia). Fakt, že velmožové dlouhodobě či trvale sídlili na svých venkovských sídlech, svědčí také o jejich vlastnictví více či méně rozsáhlých pozemků, které tvořily hospodářské zázemí dvora a vlastnili také množství jedinců, kteří se o hospodářství starali. Vznikem těchto šlechtických enkláv se zásadně začala měnit celá struktura českých zemí, kde se v dalších staletích mohla šlechta opírající se o své pozemkové majetky domáhat většího podílu na politické moci. 